# Université Dong-A
Pour les articles homonymes, voir Dong.
L'université Dong-A (en hangul : 동아대학교 ; en anglais : Dong-A University) est une université privée située à Busan en Corée du Sud.

## Personnalités liées

### Enseignants
- Kang Eun-gyo
- Moon Hyung-in

### Étudiants
- Ha Geun-chan